# Almacén de las Peñuelas
El Almacén de las Peñuelas és un antic magatzem que alberga el  Museu de Melilla  i està situat en la plaça de la Maestranza, de Melilla la Vella a la ciutat espanyola de Melilla.

## Història

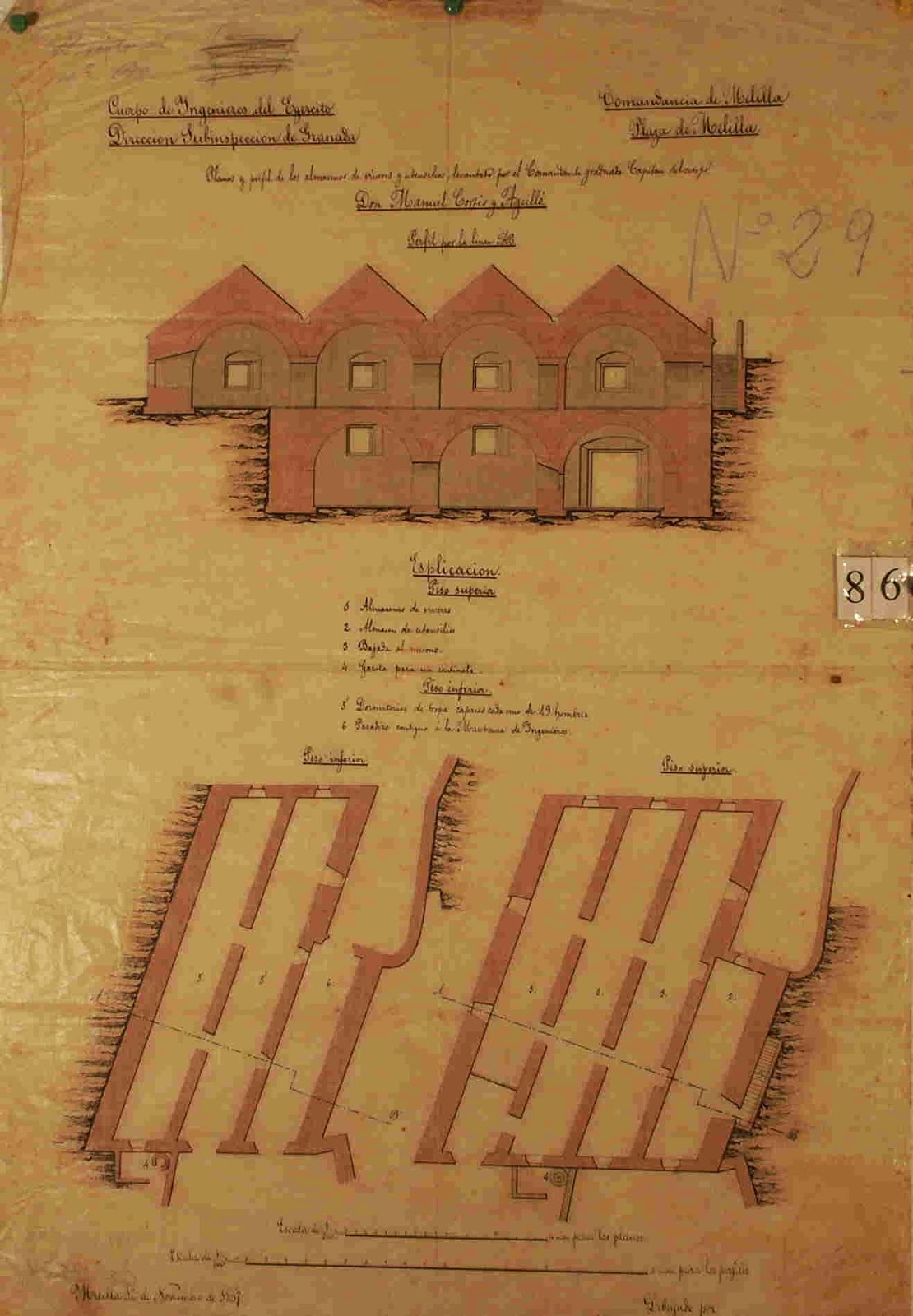

Va ser construït com a magatzem d'aliments de 1781, restaurat entre 2007 i 2011 i inaugurat el 24 de març de 2011 com a Museu de Melilla.

## Descripció
Està construït de pedra de la zona per a les parets i maó massís per als arcs i les voltes. Les seves cobertes són a dues aigües. Consta d'una planta baixa amb tres voltes, la pegada al capdavant de la Marina era un passadís, i una planta alta de quatre voltes.